# UCI-Trial-Weltcup 2022
Beim UCI-Trial-Weltcup 2022 wurden durch die Union Cycliste Internationale die Weltcupsieger im Trial ermittelt.

## Ablauf
Nachdem im Vorjahr infolge der Corona-Pandemie alle Weltcup-Läufe bis auf einen ausgefallen waren, wurde für 2022 ein kleineres Programm mit nur zwei Veranstaltungen geplant. Diese konnten wie geplant stattfinden.
- Vic: 27.–29. Mai
- Kopenhagen: 26.–28. August

Schauplatz in Vic war der Parcours Mas de Bigues, der im Vorjahr schon den UCI-Trial-Weltmeisterschaften 2021 gedient hatte. Der Weltcup von Kopenhagen fand auf dem Rathausplatz statt. Da der zweite Weltcup auch der letzte war, zählte er nach dem Reglement doppelt.

## Männer 20 Zoll
In der 20-Zoll-Klasse gab es 65 Fahrer, von denen 61 in die Punkteränge kamen.
| # | Datum      | Ort        | Erster        | Zweiter            | Dritter            |
| - | ---------- | ---------- | ------------- | ------------------ | ------------------ |
| 1 | 29. Mai    | Vic        | Borja Conejos | Alejandro Montalvo | Eloi Palau         |
| 2 | 28. August | Kopenhagen | Borja Conejos | Charlie Rolls      | Alejandro Montalvo |

Gesamtwertung
| Platz | Name               | Punkte |
| ----- | ------------------ | ------ |
| 1     | Borja Conejos      | 600    |
| 2     | Alejandro Montalvo | 440    |
| 3     | Charlie Rolls      | 430    |
| 4     | Eloi Palau         | 360    |
| 5     | Thomas Pechhacker  | 350    |
| 6     | Dominik Oswald     | 315    |

## Männer 26 Zoll
In der 26-Zoll-Klasse gab es 53 Teilnehmer.
| # | Datum      | Ort        | Erster      | Zweiter          | Dritter       |
| - | ---------- | ---------- | ----------- | ---------------- | ------------- |
| 1 | 29. Mai    | Vic        | Jack Carthy | Daniel Barón     | Marti Vayreda |
| 2 | 28. August | Kopenhagen | Jack Carthy | Vincent Hermance | Daniel Barón  |

Gesamtwertung
| Platz | Name             | Punkte |
| ----- | ---------------- | ------ |
| 1     | Jack Carthy      | 600    |
| 2     | Daniel Barón     | 440    |
| 3     | Vincent Hermance | 430    |
| 4     | Noah Cardona     | 340    |
| 5     | Marti Vayreda    | 330    |
| 6     | Sergi Llongueras | 275    |

## Frauen
Im Frauen-Weltcup gab es 22 Teilnehmerinnen.
| # | Datum      | Ort        | Erste            | Zweite           | Dritte          |
| - | ---------- | ---------- | ---------------- | ---------------- | --------------- |
| 1 | 29. Mai    | Vic        | Nina Reichenbach | Vera Barón       | Hilda Andersson |
| 2 | 28. August | Kopenhagen | Vera Barón       | Nina Reichenbach | Hilda Andersson |

Gesamtwertung
| Platz | Name             | Punkte |
| ----- | ---------------- | ------ |
| 1     | Vera Barón       | 560    |
| 2     | Nina Reichenbach | 520    |
| 3     | Hilda Andersson  | 420    |
| 4     | Laia Esquís      | 315    |
| 5     | Irene Caminos    | 310    |
| 6     | Nina Vabre       | 310    |